# Shanksville

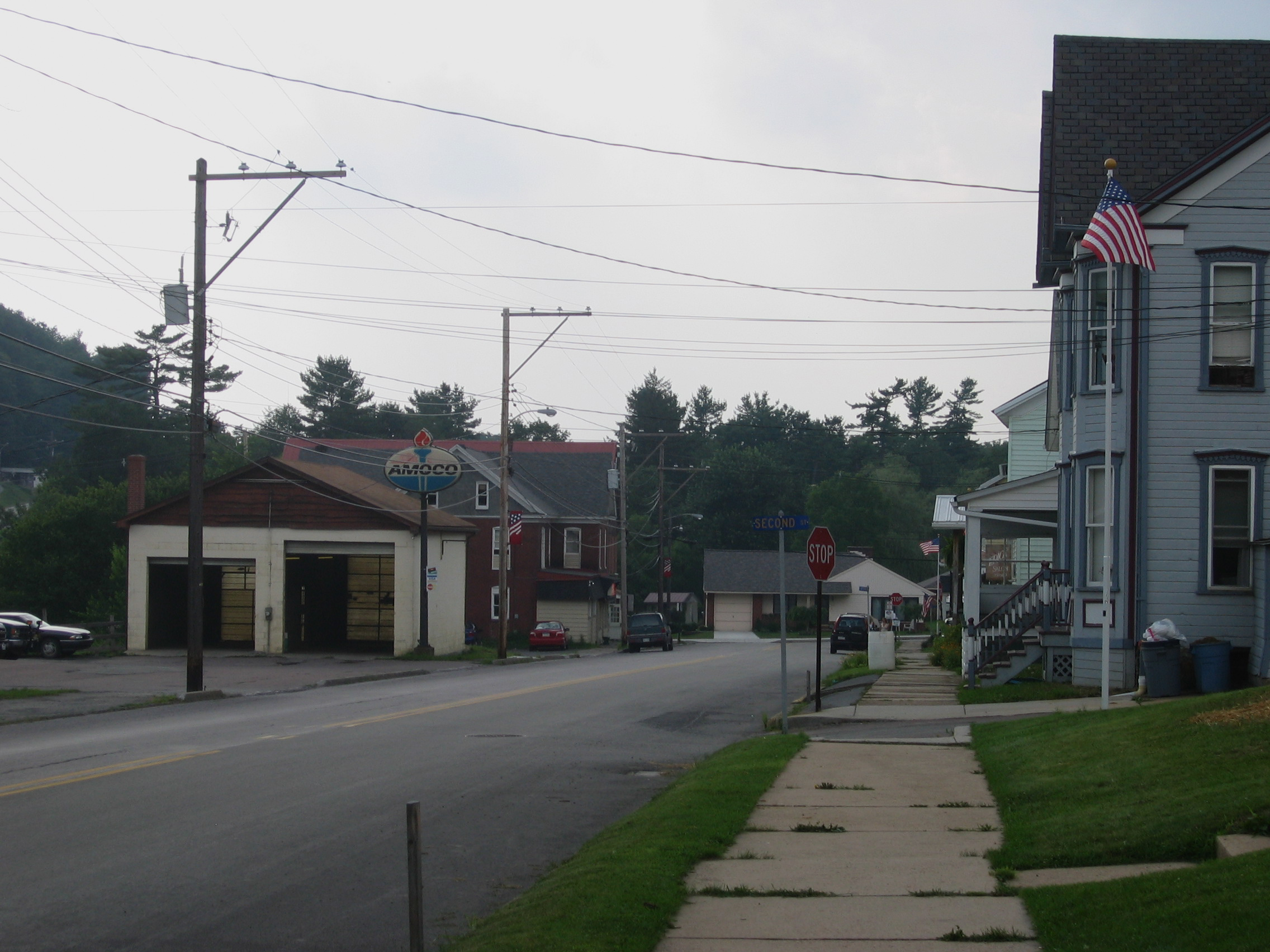
Huvudgatan i Shanksville

Shanksville är en liten ort som ligger i Somerset County, Pennsylvania. Ca 250 personer är bosatta där. Orten blev världskänd efter den 11 september 2001 då Flight 93 havererade på ett fält utanför orten.